# Rajon Olonez
Der Olonezki rajon (auch: Nationalrajon Olonez) ist eine Verwaltungseinheit in der russischen Republik Karelien. Administratives Zentrum des Rajongebiets ist Olonez. Neben Olonez sind große Siedlungen: Iljinski, Widliza, Kuitescha, Kotkosero. 2023 hatte der Rajon Olonez 18.662 Einwohner.

## Geografie
Der Rajon liegt im südlichen Teil Kareliens und grenzt im Norden und Nordwesten an den Rajon Prjascha und an den Rajon Pitkjaranta und im Süden an die Oblast Leningrad. Der Rajon liegt am östlichen Ladogasee. Die Küstenlinie ist etwa 120 Kilometer lang. Der Rajon hat eine Fläche von 3988 km². Das Gelände bildet eine Ebene; der höchste Berg, die Gora Schelesnaja (russisch гора Железная; Eiserner Berg), ist 97 m hoch. Im Süden liegen ausgedehnte Moore. Aufgrund der nördlichen Lage des Rajons sind von Anfang Juni bis Mitte Juli Weiße Nächte zu beobachten.

## Klima
Das Klima ist gemäßigt kontinental mit milden Wintern und kühlen Sommern. Die Durchschnittstemperatur im Januar beträgt −9,9 °C, im Juli +16,5 °C. Der durchschnittliche Jahresniederschlag liegt bei 584 mm.

## Geschichte
Im Jahr 1649 wurde am Zusammenfluss von Olonka und Megrega die Grenzfestung Olonez gegründet, woraus Ende des 18. Jahrhunderts das Gouvernement Olonez entstand. Der Rajon wurde am 29. August 1927 als Teil der Autonomen Karelischen SSR gegründet.

## Wirtschaft
Im Rajon Olonez wird Forstwirtschaft, Holzverarbeitung und Landwirtschaft (Pflanzenanbau, Fleisch- und Milchviehzucht, Tierzucht) betrieben. Touristisch ist das Gebiet kaum erschlossen.